# Endelave
Endelave er en 13,2 km² stor moræneø med store marine områder i det sydlige Kattegat. Ca. 1/3 af øen består af skov, hede og overdrev, men øen domineres af opdyrket land primært i syd og vest. Midt på øen ligger det højeste punkt, det 7,8 meter høje Snekkebjerg.
Øen blev i 1970 en del af Horsens Kommune og udgør også Endelave Sogn. 
De fleste af de fastboende bor i Endelave by, og på resten af øen er der langt mellem huse og gårde. Et større sommerhusområde ligger på den sydøstlige del af øen ved Lynge Hage.
I 1960 var der endnu 403 indb. på øen, men derefter faldt indbyggertallet på øen hurtigt, og i 1996 var der kun 164. Omkring 2009 har tallet stabiliseret sig til ca. 180. På grund af den lange  transporttid er øen truet af affolkning. Der er taget flere initiativer for at stabilisere øens erhvervsgrundlag og folketal som f. eks udbygning af turisterhvervet og bedre kommunal service til de fastboende. 
Bilfærgen M/F Endelave sejler dagligt de 60-70 minutter fra Snaptun i Østjylland til Endelave by. Pladsreservering anbefales.
2 km vest for Endelave by ligger flyvepladsen.
Øen er kendt for sine mange vildkaniner. De har flere gange haft myxomatose (kaninpest). Men bestanden, der er udsat af mennesker, lever endnu.

## Endelave by
Byen har bevaret sit  landsbypræg med et gadekær i den vestlige ende. Der findes stadig gamle bindingsværkshuse og gårde samt skolen fra 1828.  I byen findes både kirke, museum, havn,  købmand, posthus, skole, bibliotek, kro, café, campingplads, kunsthåndværker, tømrerforretning og en smed.  
I den sydlige del af Endelave by ligger den økologiske lægeurtehave, som blev oprettet 1995 og drives af Endelave Lægeurtehaveforening med tilskud fra Horsens Kommune. 

## Historie
I 2013 blev der fundet et smykke fra vikingetiden ved en stensætning. I 2023 har Holstebro Museum foretaget yderligere udgravninger efter vikingernes aktiviteter på øen.
1795 blev jorden udskiftet, så hver gård fik samlet agerjorden, og gårdene fik hver sin strimmel af overdrevet på Øvre, Lynger eller Kloben. Kort efter begyndte bønderne at flytte gårdene ud på de nye marker.
1901 havde øen 654 indbyggere. Der blev oprettet flere husmandssteder, og i 1907 var der 5 kolonialhandlere. Øens unge mænd tog sidst i 1800-tallet på langfart om sommeren, og senere overtog de ofte en gård eller et husmandssted på øen. 
1930 – 1933 levede 30 familier af hovedsagelig åle- og torskefiskeri. 1933 blev ålegræsset ødelagt af sygdom, ål og torsk forsvandt og med dem fiskerne. 
1986 lukkede mejeriet, og bygningerne blev i en kort periode benyttet til produktion af naturmedicin.

## Kirken
Endelave Kirke er fra 1400-tallet. Den gotiske markstenskirke er ombygget flere gange,  bl.a. i 1707 og senest i 1931, hvor tårnet blev tilføjet. Af gammelt inventar kan nævnes kirkens sammenstykkede altertavle med to malede fløje fra o. 1590 og den udskårne gotiske prædikestol fra samme tid.

## Geologi
Endelaves lave bakker er skabt af gletsjere. De nederste lag er afsat for 140.000 år siden under næstsidste istid, derover følger lag fra sidste istid – fra 18.000 år før nu, og øverst ligger lag fra 15.000 år før nu. Agerjorden på Endelave er skabt af disse isfremstød i form af langstrakte bakker med retning sydøst-nordvest, svarende til at isen kom fra sydøst gennem Østersøen og de danske bælter.
Efter sidste istid steg øen ca 2 m op af havet. Derfor er øens istidslandskaber omgivet af en bræmme af strandvolde og hævet havbund. Disse lave, flade landskaber er i dag dækket af enge, sumpe, heder og skove, men ingen marker. Størst er Øvre, Flasken, Lynger og Kloben.

## Lokaliteter og seværdigheder
- Endelave kan besøges på alle årstider, og øen har en varieret og uberørt natur.
- Endelave Museum blev grundlagt i 1984 i den gamle præstegård fra 1741.
- Endelave urtehave fremviser ca. 300 lægeurter, hvoraf de 100 er indsamlet på Endelave.
- Havnen, der er 2,5 m dyb, ejes af Horsens kommune og ligger for enden af en ca. 300 m lang stensætning. Den er oprindelig bygget til udskibningshavn for øens landbrugsprodukter, til import af brændstof og andre livsfornødenheder som øen ikke selv kunne levere, og til den nødvendige persontransport, men er i nutiden udvidet med en lystbådehavn.
- "Vadehavet" er et stort, lavvandet område i den nordvestlige bugt, fra havnen til Øvre. Her har tidevandet megen indflydelse på miljøet, idet der næsten er tørlagt ved lavvande. Her er bl.a. et rigt fugleliv. En del af området er udlagt som reservat. Endelave Vildtreservat er på 190 hektar og blev oprettet i 1999. I vildtreservatet er der jagtforbud, da det er tænkt som et fristed, hvor fugle og pattedyr har fred til at raste og søge føde. Endelave Naturcenter har bygget et fugletårn nær ved området kaldet Flasken.
- Godset Louisenlund blev bygget i 1797 af major og eskadronchef Georg Ditlev von Schildknecht. Godset var i familieeje indtil 1903. Efter adskillige ejere købte selskabet "Børnenes Vel" i Vejle i 1948 gården. I mange år var godset ejet af Vejle Kommune som anvendte det til lejrskole. I nutiden er godset privatejet.
- Møllegrunden er et lille, smalt sandrev lidt nordvest for Endelave og er et vigtigt ynglereservat for Kattegats sæler og fugle. Revet og havet omkring er lukket for al færdsel hele året. Fra reservatets grænser er der dog gode muligheder for, at sejlende og færgepassagerer kan iagttage sælerne.
- Lynger Hage syd for Louisenlund er et hedeareal på ca. 175 tdr. land bevokset med  lyng, fyr, brombær, gøgeurt, hjertegræs, soldug og vibefedt. En del af området er udlagt til sommerhuse.
- Troldeskoven ved Loiselund er øens største løvskov, hvori der endnu er bevaret rester af den århundredgamle herregårdsskov.
- Kloben ved øens sydvestkyst er en 5 meter høj klint. Hvert år skrider store stykker af den stejle klint i havet, og kystlinien ændres således gradvist. Fra Klinten er der udsigt i klart vejr til Æbelø, Fyn og Jylland.
- Øvre på den nordøstlige del er et 168 hektar (300 tønder land) stort fredet naturområde med strandenge, lynghede, fyrrekrat og små skovsøer.

## Galleri
- Endelave på Frems Amtskort over Danmark, ca. 1900
- Færgen sejler dagligt til Snaptun
- Den lavvandede bugt Flasken. Vildtreservat og fuglebeskyttelsesområde.
- Karakteristisk landskab
- Her bor nogle af øens mange kaniner
- Øvre er et 300 tønder land stort fredet naturområde
- Strandengen på Øvre

## Eksterne links
- Wikimedia Commons har flere filer relateret til Endelave
- Endelave Arkiveret 6. juni 2007 hos  Wayback Machine Øboernes egen hjemmeside